# 텔레문도의 텔레노벨라 및 시리즈 목록

텔레문도의 현재 로고.

이것은 미국의 방송사 텔레문도(Telemundo)에서 제작한 텔레노벨라 및 시리즈 목록이다.

## 1980년대
| 번 | 년     | 제목              |
| -- | ------ | ----------------- |
| 01 | 1988년 | 앙헬리카, 미 비다 |
| 02 | 1989년 | 엘 마그나테       |

## 1990년대
| 번 | 년     | 제목                |
| -- | ------ | ------------------- |
| 03 | 1991년 | 카데나 브라가       |
| 04 | 1991년 | 나탈리아            |
| 05 | 1992년 | 마리 엘레나         |
| 06 | 1993년 | 트레스 데스티노스   |
| 07 | 1993년 | 과달루페            |
| 08 | 1993년 | 엘 페뇬 델 아마란토 |
| 09 | 1994년 | 세뇨라 텐타시온     |
| 10 | 1997년 | 아구아마리나        |
| 11 | 1999년 | 메 무에로 포르 티   |

## 2000년대
| 번 | 년     | 제목                                |
| -- | ------ | ----------------------------------- |
| 12 | 2001년 | 카라 오 크루즈                      |
| 13 | 2001년 | 아만테스 델 데시에르토              |
| 14 | 2001년 | 루스벨 에스타 데 비시타             |
| 15 | 2002년 | 다니엘라                            |
| 16 | 2002년 | 발레 토도                           |
| 17 | 2002년 | 라 벵간사                           |
| 18 | 2003년 | 소피아 다메 티엠포                  |
| 19 | 2003년 | 라드론 데 코라소네스                |
| 20 | 2003년 | 아모르 데스카라도                   |
| 21 | 2003년 | 앙헬 데 라 과르다, 미 둘세 콤파니아 |
| 22 | 2003년 | 파시온 데 가빌라네스                |
| 23 | 2003년 | 엘 알마 에리다                      |
| 24 | 2004년 | 프리시오네라                        |
| 25 | 2004년 | 기타나스                            |
| 26 | 2004년 | 테 보이 아 엔세냐르 아 케레르       |
| 27 | 2004년 | 아니타, 노 테 라헤스                |
| 28 | 2004년 | 라 무헤르 엔 엘 에스페호            |
| 29 | 2005년 | 라 레이 델 실렌시오                 |
| 30 | 2005년 | 로스 플라테아도스                   |
| 31 | 2005년 | 아마르테 아시                       |
| 32 | 2005년 | 엘 쿠에르포 델 데세오               |
| 33 | 2005년 | 라 토르멘타                         |
| 34 | 2005년 | 코라손 파르티도                     |
| 35 | 2006년 | 티에라 데 파시오네스                |
| 36 | 2006년 | 두에냐 이 세뇨라                    |
| 37 | 2006년 | 아모레스 데 메르카도                |
| 38 | 2006년 | 라 비우다 델 블랑코                 |
| 39 | 2006년 | 마리나                              |
| 40 | 2007년 | 조로, 라 에스파다 이 라 로사        |
| 41 | 2007년 | 다메 초콜라테                       |
| 42 | 2007년 | 신 베르구엔사                       |
| 43 | 2007년 | 마드레 루나                         |
| 44 | 2007년 | 페카도스 아헤노스                   |
| 45 | 2007년 | 빅토리아                            |
| 46 | 2008년 | 라 트라이시온                       |
| 47 | 2008년 | 신 세노스 노 아이 파라이소          |
| 48 | 2008년 | 엘 후라멘토                         |
| 49 | 2008년 | 도냐 바르바라                       |
| 50 | 2008년 | 엘 로스트로 데 아날리아             |
| 51 | 2009년 | 마스 사베 엘 디아블로               |
| 52 | 2009년 | 빅토리노스                          |
| 53 | 2009년 | 니노스 리코스, 포브레스 파드레스    |
| 54 | 2009년 | 베야 칼라미다데스                   |

## 2010년대
| 번  | 년     | 제목                                |
| --- | ------ | ----------------------------------- |
| 55  | 2010년 | 페로 아모르                         |
| 56  | 2010년 | 엘 클론                             |
| 57  | 2010년 | 돈데 에스타 엘리사                  |
| 58  | 2010년 | 엘 판타스마 데 엘레나               |
| 59  | 2010년 | 라 디오사 코로나다                  |
| 60  | 2010년 | 알기엔 테 미라                      |
| 61  | 2010년 | 아우로라                            |
| 62  | 2010년 | 오호 포르 오호                      |
| 63  | 2011년 | 로스 에레데로스 델 몬테             |
| 64  | 2011년 | 라 레이나 델 수르                   |
| 65  | 2011년 | 미 코라손 인시스테 엔 롤라 볼칸     |
| 66  | 2011년 | 아마르 데 누에 보                   |
| 67  | 2011년 | 라 카사 데 알 라도                  |
| 68  | 2011년 | 플로르 살바헤                       |
| 69  | 2011년 | 우나 메이드 엔 맨해튼               |
| 70  | 2012년 | 렐라시오네스 펠리그로사스           |
| 71  | 2012년 | 코라손 발리엔테                     |
| 72  | 2012년 | 로사 디아만테                       |
| 73  | 2012년 | 엘 로스트로 데 라 벵간사            |
| 74  | 2013년 | 라 파트로나                         |
| 75  | 2013년 | 파시온 프로이비다                   |
| 76  | 2013년 | 엘 세뇨르 데 로스 시엘로스          |
| 77  | 2013년 | 다마 이 오브레로                    |
| 78  | 2013년 | 마리도 엔 알킬레르                  |
| 79  | 2013년 | 산타 디아블라                       |
| 80  | 2014년 | 라 임포스토라                       |
| 81  | 2014년 | 엘 오트라 피엘                      |
| 82  | 2014년 | 카멜리아 라 텍사나                  |
| 83  | 2014년 | 엘 세뇨르 데 로스 시엘로스 2        |
| 84  | 2014년 | 레이나 데 코라소네스                |
| 85  | 2014년 | 세뇨라 아세로                       |
| 86  | 2014년 | 로스 미세라블레스                   |
| 87  | 2014년 | 티에라 데 레에스                    |
| 88  | 2015년 | 두에뇨스 델 파라이소                |
| 89  | 2015년 | 엘 세뇨르 데 로스 시엘로스 3        |
| 90  | 2015년 | 바호 엘 미스모 시엘로               |
| 91  | 2015년 | 세뇨라 아세로 2                     |
| 92  | 2015년 | 실리아                              |
| 93  | 2015년 | 키엔 에스 키엔                      |
| 93  | 2016년 | 라 케리다 델 센타우로               |
| 94  | 2016년 | 에바 라 트라일레라                  |
| 95  | 2016년 | 엘 세뇨르 데 로스 시엘로스 4        |
| 96  | 2016년 | 실바나 신 라나                      |
| 97  | 2016년 | 신 세노스 시 아이 파라이소          |
| 98  | 2016년 | 세뇨라 아세로 3: 라 코요테          |
| 99  | 2016년 | 라 도냐                             |
| 100 | 2016년 | 엘 케마                             |
| 101 | 2017년 | 라 판                               |
| 102 | 2017년 | 게라 데 이돌로스                    |
| 103 | 2017년 | 라 케리다 델 센타우로 2             |
| 104 | 2017년 | 엘 세뇨르 데 로스 시엘로스 5        |
| 105 | 2017년 | 마리포사 데 바리오                  |
| 106 | 2017년 | 신 세노스 시 아이 파라이소 2        |
| 107 | 2017년 | 세뇨라 아세로 4: 라 코요테          |
| 108 | 2017년 | 엘 세사르                           |
| 109 | 2017년 | 밀라그로스 데 나비다드              |
| 110 | 2017년 | 상그레 데 미 티에라                 |
| 111 | 2018년 | 호세 호세: 엘 프린시페 데 라 칸시온 |
| 112 | 2018년 | 알 오트로 라도 델 무로              |
| 113 | 2018년 | 에네미고 인티모                     |
| 114 | 2018년 | 미 파밀리아 페르펙타                |
| 115 | 2018년 | 루이스 미구엘                       |
| 116 | 2018년 | 엘 세뇨르 데 로스 시엘로스 6        |
| 117 | 2018년 | 신 세노스 시 아이 파라이소 3        |
| 118 | 2018년 | 팔코                                |
| 119 | 2018년 | 팔사 이덴티다드                     |
| 120 | 2018년 | 엘 레클루소                         |
| 121 | 2018년 | 세뇨라 아세로 5: 라 코요테          |
| 122 | 2019년 | 후가르 콘 푸에고                    |
| 123 | 2019년 | 엘 바론                             |
| 124 | 2019년 | 베티 엔 뉴욕                        |
| 125 | 2019년 | 라 레이나 델 수르 2                 |
| 126 | 2019년 | 프레소 누메로 우노                  |
| 127 | 2019년 | 엘 피날 델 파라이소                 |
| 128 | 2019년 | 엘 세크레토 데 셀레나               |
| 129 | 2019년 | 니키 잼: 엘 가나도르                |
| 130 | 2019년 | 노 테 푸에데스 에스콘데르           |
| 131 | 2019년 | 엘 세뇨르 데 로스 시엘로스 7        |

## 2020년대
| 번  | 년     | 제목                              |
| --- | ------ | --------------------------------- |
| 132 | 2020년 | 오페라시온 파시피코               |
| 133 | 2020년 | 시엔토 디아스 파라 에나모라르노스 |

## 같이 보기
- 텔레문도